# W Водолея
W Водолея (лат. W Aquarii) — одиночная переменная звезда в созвездии Водолея на расстоянии (вычисленном из значения параллакса) приблизительно 1710 световых лет (около 524 парсеков) от Солнца. Видимая звёздная величина звезды — от +15,2m до +8,3m.

## Характеристики
W Водолея — красная пульсирующая переменная звезда, мирида (M) спектрального класса M6-M8e или M6. Эффективная температура — около 3279 К.